# 聖安托尼奧區 (卡涅特省)
12°38′37″S 76°39′06″W / 12.6437°S 76.6516°W
聖安托尼奧區（西班牙語：Distrito de San Antonio），是秘魯的一個區，位於該國中南部利馬大區的卡涅特省，始建於1922年12月27日，面積37.3平方公里，海拔高度36米，2005年人口3,460，人口密度每平方公里93人。